# 2041 Lancelot
2041 Lancelot è un asteroide della fascia principale del diametro medio di circa 13,37 km. Scoperto nel 1960, presenta un'orbita caratterizzata da un semiasse maggiore pari a 3,1509958 UA e da un'eccentricità di 0,2018907, inclinata di 2,98195° rispetto all'eclittica.
Intitolato al cavaliere di re Artù, Lancillotto.